# Reggenza di Sukamara
La reggenza di Sukamara (in indonesiano: Kabupaten Murung Raya) è una reggenza dell'Indonesia, situata nella provincia di Kalimantan Centrale.